# ابولیلا
ابولیلا با نام اصلی فیصل عبدی بلال سعدون (۱۹۸۴–۲۰۱۶) از فرماندهان «ارتش آزاد سوریه», «نیروهای سوریه دموکراتیک» و یکی از فرماندهان ارشد عملیات پاکسازی منبج از داعش بود. وی فرمانده گردان «شمس الشمال» بود.

## زندگی‌نامه
ابولیلا در سال ۱۹۸۴ میلادی در کوبانی متولد شد و از همان دوران کودکی به دلیل وضعیت نامناسب معیشتی خانواده، ناچار شد کار کند. او در «منبج» بزرگ شد و در آنجا ازدواج کرد. از ابولیلا چهار فرزند به جا مانده که هر چهار نفرشان دختر هستند.
او بلافاصله بعد از آنکه اعتراضات در سوریه علیه حکومت بشار اسد وارد فاز نظامی شد، فرماندهی گروه‌هایی را در حلب، لاذقیه و عین العیسی به عهده گرفت.
بعد از آنکه داعش در سوریه و مناطق کردنشین آن پیشروی‌هایی کرد، «ابولیلا» گروهی را در منبج و جرابلوس برای مبارزه با داعش تأسیس کرد. او سپس در سال ۲۰۱۳ گروه دیگری را تحت عنوان «گردان احرار سوریه» که زیرمجموعه «جبهه الکراد» بود تأسیس کرد.
«ابولیلا» فرمانده عملیات آزادسازی «مرشد پنار» بود. او اوایل ۲۰۱۵ در نبرد کوبانی زخمی شد، اما بلافاصله به میدان جنگ بازگشت.
ابولیلا و نیروهای تحت فرماندهی او اخیراً همراه با «نیروهای سوریه دموکراتیک» و با حمایت ائتلاف بین‌المللی مبارزه با داعش، عملیات گسترده‌ای را برای آزاد سازی شهر منبج آغاز کردند.
ابولیلا در طول مبارزه اش با نیروهای داعش، پنج بار زخمی شد.
وی در روز جمعه ۳ ژوئن ۲۰۱۶ در جریان عملیات پاکسازی منبج از داعش در حوالی روستای «ابوقلقل» بر اثر اصابت تکه‌های خمپاره به سر بشدت زخمی شد. نیروهای ایالات متحده آمریکا وی را به بیمارستانی در شهر سلیمانیه در کردستان عراق منتقل کردند. وی در روز یکشنبه ۵ ژوئن ۲۰۱۶ در سن ۳۲ سالگی به دلیل جراحات وارده درگذشت.

## واکنش‌ها به مرگ وی
کشته شدن ابولیلا، واکنش‌های گسترده‌ای به همراه داشته است. از جمله چند ساعت بعد از انتشار این خبر، «برت مک گورک» نماینده ویژه باراک اوباما در ائتلاف بین‌المللی مبارزه با داعش، در صفحه توییترش، کشته شدن ابولیلا را تسلیت گفت.

## نامه به دخترش
او در نامه‌ای به دخترش «لیلا» نوشته بود:
«لیلای نازنین، وظیفه ما حفاظت از تو و کودکان مثل تو است؛ تا فردا که بزرگ شدی همان حرف‌های ما را بر زبان نیاوری که می‌گفتیم: پدرانمان برای ما چه کردند؟ دلم برایت تنگ شده و مشتاق دیدارت هستم. دختر شیرینم، این را بدان که چه زنده بمانم و چه کشته شوم، تو تا ابد سربلند خواهی بود»